# Китеэ
Китеэ (фин. Kitee, [ˈkitɛː] , швед. Kides) — город и муниципалитет в Финляндии.

## Географическое положение и население
Муниципалитет Китеэ расположен в губернии Восточная Финляндия, в провинции Северная Карелия. Площадь муниципального образования составляет 1 724,41 км², из которых водоемы занимают 470,81 км² — почти 25 % площади коммуны. Город Китеэ находится в 396 километрах по автомобильной трассе, в 451 километре по железной дороге, к северо-востоку от столицы Финляндии Хельсинки (фин. Helsinki) и в 68 километрах к югу от города Йоэнсуу (фин. Joensuu) — центра провинции Северная Карелия. Расстояние до ближайшего контрольно-пропускного пункта на границе с Российской Федерацией (Республика Карелия) — 27 км. (МАПП Вяртсиля с российской стороны и финский пункт пропуска Ниирала Архивная копия от 24 сентября 2015 на Wayback Machine (фин. rajanylityspaikka Niirala)).
В муниципальное образование Китеэ входят 38 деревень. Последней в 2013 году к муниципалитету была присоединена коммуна Кесялахти (фин. Kesälahti). На территории муниципалитета, по данным Центра народонаселения Финляндии 2015 года, проживает 11 177 человек. Плотность населения — 8,8 жителей на км².

## Органы муниципального самоуправления[8][9]
Высшим законодательным органом власти муниципалитета является муниципальный совет (фин. Kaupunginvaltuusto), который собирается 8-9 раз в год, обычно по понедельникам в 17.00. С протоколами заседаний совета можно ознакомиться на специальном сайте в Интернете. Архивная копия от 7 декабря 2015 на Wayback Machine Совет состоит из 35 депутатов, которые выбираются всеобщим голосованием по партийным спискам сроком на 4 года. Председателем муниципального совета на срок 2013-2016 гг. была избрана представительница партии Финляндский центр (фин. Keskusta) — Синикка Мусикка (фин. Sinikka Musikka).
Исполнительная власть на уровне муниципалитета представлена муниципальным правительством (фин. Kaupunginhallitus), состоящим из 9 человек — Председатель, два его заместителя и 6 членов правительства. Правительство муниципалитета заседает, в среднем, два раза в месяц по понедельникам. Председателем правительства муниципалитета Китеэ в 2015-2016 гг. был назначен представитель Социал-демократической партии Финляндии (аббр. СДП, фин. Suomen Sosialidemokraattinen Puolue, SDP) Эса Лахтела (фин. Esa Lahtela).
Главой исполнительной власти муниципалитета Китеэ является председатель муниципалитета (мэр муниципалитета) (фин. Kaupunginjohtaja).

## История общины Китеэ[11][12][13]
По численности и плотности населения община Китеэ находится на предпоследнем месте во всей Финляндии, опережая лишь общину Иломантси (фин. Ilomantsi). Первые поселения здесь появились только в начале XV века. Старейшие населенные пункты — деревни Роккала (фин. Rokkala), Китеэнлахти (фин. Kiteenlahti), Китеэнкюля (фин. Kiteenkylä), Суоролахти (фин. Suorolahti) и Кунонниеми (фин. Kunonniemi). С середины XII века территория нынешней Северной Карелии была частью Новгородской республики (1136-1478). В 1478 году, во времена царствования Ивана III, эти земли, как и весь Новгород были присоединены к Великому княжеству Московскому. Первое летописное упоминание о Китеэ встречается в новгородской «Писцовой книге Водской пятины» 1500 года. В то время Китеэ являлся административной единицей Сортавальского православного погоста. В древних новгородских летописях географическое название Китеэ встречается в форме Китьяга, а позднее — Китехес.
После окончания 25-летней войны (1570–1595), частью которой была русско-шведская война 1590—1595 гг., Китеэ остался на территории России, но в 1610 году началась новая русско-шведская война и, согласно Столбовскому мирному договору 1617 года, территория нынешней общины Китеэ перешла под протекторат Шведской короны. Официальным годом основания общины Китеэ считается 1631 год. В этом году была образована первая лютеранская община Китеэ и принято решение о строительстве лютеранской церкви в деревне Суоролахти (фин. Suorolahti).
В 1809 году, после окончания очередной русско-шведской войны (1808—1809) и подписания Фридрихсгамского мирного договора, Финляндия и в её составе Китеэ были вновь присоединены к России на правах автономного Великого княжества Финляндского (1809-1917).
После окончания Зимней (1939-1940) и Второй мировой войн (1939-1945) (в финской историографии — зимняя (фин. talvisota) и «война-продолжение» (фин. jatkosota) почти половина территории тогдашней общины Китеэ (около 121,17 км²) отошла Советскому Союзу. В то время на аннексированной территории проживало 1 032 человека, и бо̒льшая часть из них была эвакуирована на новые места жительства в Финляндию.
Официальный статус города и центра муниципалитета деревня Китеэ получила в 1992 году.

## Экономика и инфраструктура
Самым крупным работодателем муниципалитета Китеэ является расположенная в местечке Пухос (фин. Puhos) лесопильная фабрика (официальное название: Stora Enso Wood Products Oy Ltd Kiteen Saha), принадлежащая шведско-финскому концерну «Стора Энсо». На фабрике налажено производство альтернативного источника тепловой энергии — топливных гранул (пе́ллеты, англ. pellets).
Старейшим предприятием города Китеэ является фабрика по производству мебели Kiteen Huonekalutehdas Oy. Она была основана в 1920 году в г. Сортавала, который до 1940 года принадлежал Финляндии. После Зимней войны (1939—1940), согласно Московскому договору (1940), Сортавала была передана СССР и вошла в состав новообразованной Карело-Финской ССР. Производство пришлось эвакуировать в Финляндию. Фабрика открылась вновь в Китеэ в 1945 году. В настоящее время она специализируется на выпуске экологически чистой и высококачественной мебели для спален, изготовленной исключительно из березы.
Крупнейшим предприятием по заготовке и первичной обработке молока во всей провинции Северная Карелия является фирма Kiteen Meijeri Oy Архивная копия от 31 января 2016 на Wayback Machine, являющаяся дочерним предприятием известного шведского молочного концерна Arla Ingman Oy Ab Архивная копия от 16 апреля 2014 на Wayback Machine.
Текстильная промышленность Китеэ представлена небольшой швейной фабрикой Kiteen Tekstiilitehdas OY, производящей изделия известной финской дизайнерской фирмы «Маримекко» (фин. Marimekko Oyj).
Самым большим корпоративным налогоплательщиком в городе является звукозаписывающая и продюсерская компания Scene Nation Oy, которая принадлежит известной финской симфоник-метал-группе Nightwish (основана в Китеэ в 1996 году). Коммерческий оборот компании в 2012 году составил 1,6 млн евро, с которого были выплачены налоги в сумме 400 тысяч евро.
Город Китеэ связан со столичным регионом Финляндии национальной автомобильной трассой № 6. Имеется прямое пассажирское железнодорожное сообщение со столицей страны и г. Йоэнсуу. Регулярные автобусные маршруты соединяют Китеэ с основными населенными пунктами коммуны и крупными городами соседних регионов. В центре города находится автостанция, а железнодорожная станция, вторая в стране по объёмам транспортировки леса, расположена на расстоянии 8 км от центра Китеэ.
Порт деревни Пухос (фин. Puhos) имеет выход в систему озёр Сайма (фин. Saimaa, швед. Saimen), а через Сайменский канал (1856) — в Балтийское море. Владельцем порта является компания Puhos Satama Oy. Это дочернее предприятие фирмы Joensuun Laivaus Oy Архивная копия от 4 января 2016 на Wayback Machine, которой принадлежит и порт в городе Йоэнсуу. В порту Пухос (фин. Puhos) расположены два грузовых терминала транспортной обработки леса и пиломатериалов, площадь которых составляет: терминал 1 — 2 700 м², терминал 2 — 3 100 м².
В 9 километрах от города Китеэ расположен небольшой (длина асфальтированной взлетно-посадочной полосы — 1 500 м.) аэропорт (код ИКАО — KTQ/EFIT), который в настоящее время используется в спортивных целях и для полетов частной легкой (малой) авиации. На базе аэропорта работает спортивное общество Itä-Suomen Urheiluilmailukeskus ry Архивная копия от 17 сентября 2017 на Wayback Machine (Центр спортивной авиации Восточной Финляндии), занимающееся организацией обучения и полетов на суперлегких моторных самолётах, планерах и дельтапланах.

## Достопримечательности

### Лютеранская церковь в Китеэ
Лютеранская церковь в городе Китеэ, обычно называемая «каменной церковью» (фин. kivikirkko) была построена из гранита в 1886 году по проекту финского архитектора Франса Шёстрёма (Frans Sjöström) (1840—1885), работавшего также в городе Выборге. Церковь была освящена в 1887 году, но из-за пожара, произошедшего во внутренних помещениях в этом же году, богослужения в ней продолжились только спустя три года после окончания ремонта, в 1890 году. Одновременно в богослужении могут принимать участии до полутора тысяч прихожан. В церкви имеется 28-регистровый орган. Лютеранская церковь Китеэ и находящийся рядом дом священника входят в национальный список значительных архитектурных памятников культурного наследия, утверждённый музейным агентством Финляндии (фин. Museovirasto).

### Краеведческий музей общины Китеэ
Краеведческий музей (фин. Kiteen kotiseutumuseo) находится в центре города в здании бывшего зернохранилища. В коллекции музея более 2 500 экспонатов, в том числе уникальных. Экспозиция состоит из нескольких выставок. Значительная часть экспонатов рассказывает об истории самогоноварения в Финляндии, и это не случайно, так как Китеэ считается родиной финского самогона. Самогон под маркой «Kiteen kirkas» (от фин. kirkas — ясный, чистый, светлый), производящийся на заводе «Suomen pontikkakeskus» Архивная копия от 16 ноября 2015 на Wayback Machine («Финский центр самогона»), который тоже находится в Китеэ, известен во всей Финляндии. Согласно антиалкогольному законодательству в Финляндии, его можно купить только в специализированных государственных магазинах «Алко», имеющих лицензию на торговлю алкоголем. В музее на постоянной основе действуют также выставки, рассказывающие о пограничном деле Финляндии, военной истории и истории финской лапты (фин. pesäpallo) — разновидности бейсбола, получившей широкое распространение в Финляндии с начала XX века. В Китеэ есть и своя команда Kiteen Pallo 90 Архивная копия от 11 сентября 2017 на Wayback Machine и свой специализированный стадион для игры в финскую лапту, на котором часто проходят и международные соревнования по этому виду спорта.

### Зоопарк и аквапарк
Всего в нескольких километров от города на национальной трассе № 6 в направлении Лаппеенранта находится туристский комплекс «Паяринхови Архивная копия от 13 ноября 2015 на Wayback Machine» (фин. Pajarinhovi). На его территории расположены гостиница, коттеджи, ресторан, магазин сувениров, крытый аквапарк со SPA-зоной и водными горками, а также четвёртый по величине зоопарк Финляндии, в котором содержатся около двухсот особей пятидесяти видов животных, в основном обитающих на территории Финляндии.